# Rolf Spangenberg
Rolf Spangenberg (* 1932 in Hamburg; † 8. Januar 2020 in Ingelheim am Rhein, Rheinland-Pfalz) war ein deutscher Tierarzt, Autor und Moderator.

## Leben
Spangenberg wurde in Hamburg geboren. Laut eigenen Aussagen war ihm schon mit sechs Jahren bewusst, einmal Tierarzt werden zu wollen. Nach dem Abitur studierte er Tiermedizin in Gießen, Hannover und Berlin.
Seine berufliche Laufbahn war geprägt von jahrzehntelanger praktischer Tätigkeit als Tierarzt, in der er sich nicht nur um die Gesundheit von Haustieren kümmerte, sondern auch als engagierter Tierschützer wirkte. Sein besonderes Anliegen war stets die artgerechte Haltung und das respektvolle Miteinander von Mensch und Tier. Er arbeitete zudem, bis zu seiner Pensionierung im Juli 1992, über 31 Jahre bei Boehringer Ingelheim in der Forschung.
Spangenberg veröffentlichte mehrere Bücher, darunter Ratgeber zur Tiergesundheit und zur verantwortungsvollen Tierhaltung. Seine Publikationen zeichnen sich durch eine klare Sprache, Praxiswissen und eine empathische Haltung gegenüber Tier und Mensch aus. Er verstand es, komplexe medizinische Zusammenhänge verständlich zu machen – stets mit dem Ziel, Tierhaltern zu helfen, ihre Tiere besser zu verstehen und zu versorgen. Er war auch ein gefragter Experte in Radio- und Fernsehsendungen und schrieb regelmäßig für Fachzeitschriften. So wirkte er von 1985 bis 1990 als Experte an der Seite des Moderators Iff Bennett in der Tiersendung Einfach tierisch auf RTL plus mit und hatte von 1990 bis 2000 seine eigene Ratgebersendung, Hallo Rolf…, auf 3sat; in Co-Moderation mit Sylvia Kunert und Eva-Maria Wüllrich. Er war von 2006 bis Ende 2019 Kolumnist für das Heimtiermagazin pet und war im Radio unter anderem beim Südwestrundfunk (SWR) zu hören.
Spangenberg war über viele Jahre als beratender Tierarzt für den Zentralverband Zoologischer Fachbetriebe Deutschlands e.V. (ZZF) tätig. Bis 2015 betreute er die „Online-Tierarztpraxis“ des Vereins und beantwortete Fragen von Tierhaltern aus ganz Deutschland.
Privat war er Gründungsmitglied des Lions-Club-Ablegers in Ingelheim, den er in den Jahren 1987 und 1988 als Präsident führte und für den er später die Rolle des Clubbotschafters und Pressebeauftragten übernahm. Er war zudem über viele Jahre Schirmherr der Tierhelfer Ingelheim und engagierte sich auch danach noch im Rahmen der Online-Tierberatung.
Spangenberg starb im Alter von 87 Jahren.

## Auszeichnungen
Im Jahr 1999 wurde Rolf Spangenberg mit dem Verdienstorden des Landes Rheinland-Pfalz geehrt.

## Zitat
„Tiere sind keine Ware – sie sind Mitgeschöpfe.“